# Pseudopostega albogaleriella
Pseudopostega albogaleriella là một loài bướm đêm thuộc họ Opostegidae. It is widely distributed qua miền đông Bắc Mỹ from Nova Scotia tới miền trung Florida và tây nam Texas và ở tây nam Hoa Kỳ through areas của California và Arizona.
Chiều dài cánh trước từ 3-5,3 mm hoặc đôi khi đên 6 mm. Con lớn phần lớn màu trắng.